# Sainte-Anastasie (Gard)
Sainte-Anastasie település Franciaországban, Gard megyében. Lakosainak száma 1744 fő (2022. január 1.). Sainte-Anastasie Blauzac, Bourdic, Dions, Garrigues-Sainte-Eulalie, Nîmes, Poulx, Saint-Chaptes és Sanilhac-Sagriès községekkel határos.

## Népesség
A település népessége az elmúlt években az alábbi módon változott:
| Lakosok száma | 708  | 870  | 1028 | 1557 | 1672 | 1667 | 1686 | 1722 | 1740 | 1744 |
|               | 1968 | 1982 | 1990 | 2006 | 2013 | 2015 | 2017 | 2019 | 2020 | 2022 |